# 諾斯維爾 (紐約州)
諾斯維爾（英語：Northville）是位於美國紐約州富爾頓縣的村。

## 人口
根據2020年美國人口普查的數據，諾斯維爾的面積為3.64平方千米，當中陸地面積為2.75平方千米，而水域面積為0.89平方千米。當地共有人口993人，而人口密度為每平方千米273人。